# Quando ho aperto gli occhi
Quando ho aperto gli occhi è un romanzo dello scrittore statunitense Nicholas Sparks e pubblicato dall'editore Frassinelli nel 2003.

## Trama
Sono trascorsi quattro anni dalla morte del suo adorato marito ed ora Julie, pur non avendolo mai completamente dimenticato, si sente pronta ad un nuovo legame. Attorno ha tante persone che le vogliono bene e che non la fanno mai sentire sola; ma due uomini, in particolare, potrebbero darle di nuovo la gioia di vivere e soprattutto la voglia di amare: Richard, un uomo affascinante, pieno di premure ed attenzioni, all'apparenza l'uomo perfetto e Mike, il suo migliore amico da anni, ma che domani, forse potrebbe essere qualcosa di più. Alla fine il cuore le farà capire qual è l'uomo giusto per lei e l'amore trionferà anche sulla follia.

## Edizioni
- Nicholas Sparks, Quando ho aperto gli occhi, traduzione di Alessandra Petrelli, Frassinelli, 2003,  p. 464, ISBN 88-7684-757-X.